# Avianca Group
Avianca Group International Limited (anteriormente Avianca Holdings S.A. y AviancaTaca Holding Inc.) es un holding de aerolíneas multinacional panregional latinoamericano con domicilio social en Altrincham, Inglaterra, cuya sede corporativa está en Bogotá, Colombia. Se formó en febrero de 2010 luego de un acuerdo de fusión entre Avianca y TACA Airlines, las aerolíneas de bandera de Colombia y El Salvador, respectivamente, cuando Avianca y TACA se convirtieron en subsidiarias de propiedad total de Avianca Holdings. Los accionistas de TACA Airlines recibieron el 29% y los accionistas de Avianca Airlines el 71% de las acciones de la nueva empresa.
Anteriormente, la empresa cotizaba en la Bolsa de Valores de Nueva York y en la Bolsa de Valores de Colombia como "Avianca Holdings". Desde sus inicios, Avianca Group ha ampliado su portafolio de operaciones y marcas con la adquisición de la mexicana AeroUnion en 2014. El grupo también es propietario de la marca Avianca Express y LifeMiles, el programa de recompensas de Avianca.

## Operaciones

Logotipo anterior

La compañía es el segundo holding de aerolíneas más grande de América Latina por ingresos y tamaño de flota después de LATAM Airlines Group con sede en Santiago de Chile. Con una flota de 173 aviones y más de 19 000 empleados, presta servicios a más de 100 destinos en América y Europa, que conectan con más de 750 destinos en todo el mundo a través de acuerdos de código compartido con aerolíneas asociadas. Avianca transportó 24,6 millones de pasajeros en 2013.

## Paradise Papers
El 5 de noviembre de 2017, los Paradise Papers, un conjunto de documentos electrónicos confidenciales relacionados con inversiones offshore, revelaron que el expresidente de la empresa Germán Efromovich estaba vinculado a un  conglomerado offshore utilizado para el holding aerocomercial con ramificaciones en Bermudas, Panamá y Chipre. Efromovich utilizó una offshore panameña que escondía más de 20 firmas ubicadas en paraísos fiscales. El conglomerado fue utilizado por Avianca Holdings en la compra de MacAir Jet, hoy Avianca Argentina, empresa de aviones propiedad del Grupo Macri, por un monto de US$10 millones. Permitir a Avianca avanzar en el negocio de la aerolínea de bajo costo en Argentina. El gobierno argentino aceptó estas offshores como garantía financiera para asignar rutas aéreas a Avianca, lo que ahora está siendo investigado por la justicia federal argentina.

## Bancarrota
El 10 de mayo de 2020, Avianca se acogió al Capítulo 11 de la Ley de Quiebras de los Estados Unidos después de no pagar a los tenedores de bonos, convirtiéndose en una de las principales aerolíneas en solicitar la quiebra debido al impacto en la aviación de la pandemia de COVID-19.
En noviembre de 2020, el Tribunal de Quiebras de Estados Unidos para el Distrito Sur de Nueva York aprobó su plan de refinanciación de $2,000 millones de dólares.
En noviembre de 2021, Avianca Holdings anunció que trasladaría su domicilio legal de Panamá al Reino Unido y que cambiaría su nombre a "Avianca Group". El 1 de diciembre de 2021, Avianca salió del Capítulo 11 de la Ley de Quiebras de los Estados Unidos por segunda vez en su historia.

## Participación accionaria
Composición accionaria de Avianca Holding S.A. al 31 de marzo de 2021:
- BRW Aviación LLC - 51,53 %
- Kingsland Holdings Limited - 14,46%
- United Airlines - menos del 1%
- Avianca Holdings S.A - 15,64%
- Varios fondos de pensiones más numerosos inversionistas individuales, en su mayoría Colombia y otros - 17,37%

## Subsidiarias

### Actual
- Avianca
  - Helicol
    - PAS - Petroleum Aviation and Services
- Avianca Cargo
  - AeroUnion
- Avianca Costa Rica
- Avianca Ecuador
- Avianca Guatemala
- Avianca El Salvador
- Avianca Services
- Deprisa

### Antiguas
- Aeroperlas
- Avianca Perú
- Avianca Honduras
- La Costeña
- SANSA
- Servicios Aeroportuarios Integrados
- Vuelos Internos Privados

### Franquicias
- OceanAir era franquiciataria de la marca Avianca Brasil
- Avian Líneas Aéreas fue franquiciataria de la marca Avianca Argentina.[cita requerida]

## Flota
| Aeronave              | En servicio | Pedidos | Pasajeros | Pasajeros | Pasajeros | Pasajeros | Pasajeros | Notas                                  | Notas |
| Aeronave              | En servicio | Pedidos | C         | W         | Y+        | Y         | Total     |                                        |       |
| --------------------- | ----------- | ------- | --------- | --------- | --------- | --------- | --------- | -------------------------------------- | ----- |
| Airbus A319-100       | 8           | —       | –         | 12        | 48        | 84        | 144       | Sería retirado en 2024[cita requerida] |       |
| Airbus A320-200       | 79          | —       | –         | 12        | 60        | 108       | 180       |                                        |       |
| Airbus A320-200       | 79          | —       | –         | –         | –         | 188       | 188       | Ex avión Viva Air Colombia.            |       |
| Airbus A320neo        | 45          | 45      | –         | 12        | 60        | 108       | 180       |                                        |       |
| Airbus A320neo        | 45          | 45      | –         | –         | –         | 188       | 188       | Ex avión Viva Air Colombia.            |       |
| Boeing 787-8          | 15          | 1       | 28        | –         | –         | 222       | 250       | 3 Ex Norwegian                         |       |
| Flota de carga        |             |         |           |           |           |           |           |                                        |       |
| Airbus A300-600RF     | —           | —       | Cargo     | Cargo     | Cargo     | Cargo     | Cargo     |                                        |       |
| Airbus A330-200F      | 6           | —       | Cargo     | Cargo     | Cargo     | Cargo     | Cargo     |                                        |       |
| Airbus A330-300F      | 1           | —       | Cargo     | Cargo     | Cargo     | Cargo     | Cargo     |                                        |       |
| Boeing 767-200ER/BDSF | —           | —       | Cargo     | Cargo     | Cargo     | Cargo     | Cargo     |                                        |       |
| Total                 | 154         | 51      |           |           |           |           |           |                                        |       |